# Serie A1 2000-2001 (pallacanestro femminile)
Il campionato di Serie A1 di pallacanestro femminile 2000-2001 è stato il settantesimo organizzato in Italia.
Il Cerve Parma vince il suo primo scudetto battendo in quattro gare la Pool Comense campione uscente.

## Stagione

### Novità
Nella stagione precedente SC Alcamo e Vicenza sono retrocesse in Serie A2. Il loro posto è stato preso dalle promosse Libertas Termini e Happidea Albino, entrambe all'esordio nella massima serie.

### Formula
Le quattordici squadre si affrontano in partite di andata e ritorno. Le prime otto classificate si giocano lo scudetto ai play-off; l'ultima retrocede in Serie A2 e le classificate tra il decimo e il tredicesimo posto si giocano l'ultima retrocessione ai play-out.

## Stagione regolare

### Classifica
|  | Pos. | Squadra                  | Pt | G  | V  | P  | PtF | PtS |
|  | ---- | ------------------------ | -- | -- | -- | -- | --- | --- |
|  | 1.   | Cerve Parma              | 50 | 26 | 25 | 1  | -   | -   |
|  | 2.   | Pool Comense             | 48 | 26 | 24 | 2  | -   | -   |
|  | 3.   | Famila Schio             | 40 | 26 | 20 | 6  | -   | -   |
|  | 4.   | Termomeccanica La Spezia | 34 | 26 | 17 | 9  | -   | -   |
|  | 5.   | Sea Treviglio            | 30 | 26 | 15 | 11 | -   | -   |
|  | 6.   | Villa Pini Chieti        | 30 | 26 | 15 | 11 | -   | -   |
|  | 7.   | Isab Priolo              | 28 | 26 | 14 | 12 | -   | -   |
|  | 8.   | Copra Alessandria        | 28 | 26 | 14 | 12 | -   | -   |
|  | 9.   | Rescifina Messina        | 20 | 26 | 10 | 16 | -   | -   |
|  | 10.  | Corvo Termini Imerese    | 20 | 26 | 10 | 16 | -   | -   |
|  | 11.  | Friliver Varese          | 14 | 26 | 7  | 19 | -   | -   |
|  | 12.  | Happidea Albino          | 12 | 26 | 6  | 20 | -   | -   |
|  | 13.  | Penta Faenza             | 10 | 26 | 5  | 21 | -   | -   |
|  | 14.  | Pcr Messina              | 0  | 26 | 0  | 26 | -   | -   |

Legenda:
      Campionessa d'Italia.
      Ammesse ai play-off scudetto.
      Ammesse ai play-out.
  Ammesse ai play-off o ai play-out.
      Retrocessa in Serie A2 2001-2002.
Regolamento:
Due punti a vittoria, zero a sconfitta.
In caso di parità di punteggio, contano gli scontri diretti e la classifica avulsa.

## Fasi finali

### Play-off
|  | Quarti di finale | Quarti di finale  | Quarti di finale  | Quarti di finale | Quarti di finale |  |  | Semifinali   | Semifinali   | Semifinali   | Semifinali   | Semifinali   |    |    | Finale      | Finale      | Finale      | Finale | Finale | Finale | Finale |  |
|  |                  |                   |                   |                  |                  |  |  |              |              |              |              |              |    |    |             |             |             |        |        |        |        |  |
|  | 1                | Cerve Parma       | Cerve Parma       | 71               | 78               |  |  |              |              |              |              |              |    |    |             |             |             |        |        |        |        |  |
|  | 8                | Copra Alessandria | Copra Alessandria | 55               | 50               |  |  | Cerve Parma  | Cerve Parma  | Cerve Parma  | 59           | 62           |    |    |             |             |             |        |        |        |        |  |
|  | 4                | La Spezia         | La Spezia         | 96               | 98               |  |  | La Spezia    | La Spezia    | La Spezia    | 52           | 54           |    |    |             |             |             |        |        |        |        |  |
|  | 5                | Sea Treviglio     | Sea Treviglio     | 59               | 84               |  |  |              |              |              |              |              |    |    | Cerve Parma | Cerve Parma | Cerve Parma | 67     | 87     | 69     | 77     |  |
|  | 2                | Pool Comense      | 105               | 65               | 93               |  |  |              |              | Pool Comense | Pool Comense | Pool Comense | 66 | 94 | 56          | 74          |             |        |        |        |        |  |
|  | 7                | Isab Priolo       | 60                | 74               | 91               |  |  | Pool Comense | Pool Comense | 72           | 69           | 64           |    |    |             |             |             |        |        |        |        |  |
|  | 3                | Famila Schio      | Famila Schio      | 81               | 79               |  |  | Famila Schio | Famila Schio | 55           | 75           | 62           |    |    |             |             |             |        |        |        |        |  |
|  | 6                | Villa Pini Chieti | Villa Pini Chieti | 67               | 62               |  |  |              |              |              |              |              |    |    |             |             |             |        |        |        |        |  |

### Play-out
Il primo turno si è disputato tra il 18 e il 23 aprile, il secondo il 28 aprile e il 1º maggio 2001.
|  | 1º Turno | 1º Turno              | 1º Turno | 1º Turno | 1º Turno |  |  | 2º Turno        | 2º Turno        | 2º Turno        | 2º Turno | 2º Turno |  |
|  |          |                       |          |          |          |  |  |                 |                 |                 |          |          |  |
|  | 10       | Corvo Termini Imerese | 77       | 55       | 83       |  |  |                 |                 |                 |          |          |  |
|  | 13       | Penta Faenza          | 63       | 66       | 66       |  |  | Penta Faenza    | Penta Faenza    | Penta Faenza    | 81       | 72       |  |
|  | 11       | Friliver Varese       | 85       | 72       | 63       |  |  | Friliver Varese | Friliver Varese | Friliver Varese | 71       | 60       |  |
|  | 12       | Happidea Albino       | 72       | 75       | 65       |  |  |                 |                 |                 |          |          |  |

### Verdetti
- Basket Cerve Parma campione d'Italia 2000-2001.
Formazione: Angela Arcangeli, Marianna Balleggi, Yerushia Brown, Anna Costalunga, Valentina Gardellin, Yolanda Griffith, Gordana Grubin, Eleonora Magaddino, Nicosia, Novella Schiesaro, Van Gorp. Allenatore: Paolo Rossi.
- Friliver Varese e Pcr Messina retrocedono in Serie A2. Happidea Albino rinuncia all'iscrizione.